# Accélérateur de rouille
 (août 2023).
Si vous disposez d'ouvrages ou d'articles de référence ou si vous connaissez des sites web de qualité traitant du thème abordé ici, merci de compléter l'article en donnant les références utiles à sa vérifiabilité et en les liant à la section « Notes et références ».
Pour les articles homonymes, voir Accélérateur.
Un accélérateur de rouille est un traitement de surface permettant d'accélérer la rouille.

## Usage
L'accélérateur de rouille est le plus souvent utilisé par les métallurgistes afin d'accélérer la rouille de certains métaux tels que l'acier Corten. Le besoin est né du fait que les professionnels ont besoin de terminer leurs chantiers plus rapidement, ne pouvant pas se permettre d'attendre les six mois nécessaires naturellement aux métaux pour obtenir la teinte d'oxydation désirée.

## Composition
La plupart des accélérateurs de rouille sur le marché contiennent de l'acide. Ce dernier étant à éviter car il perforera le métal si son action n'est pas stoppée par un stabilisateur.